# Radioastronomia

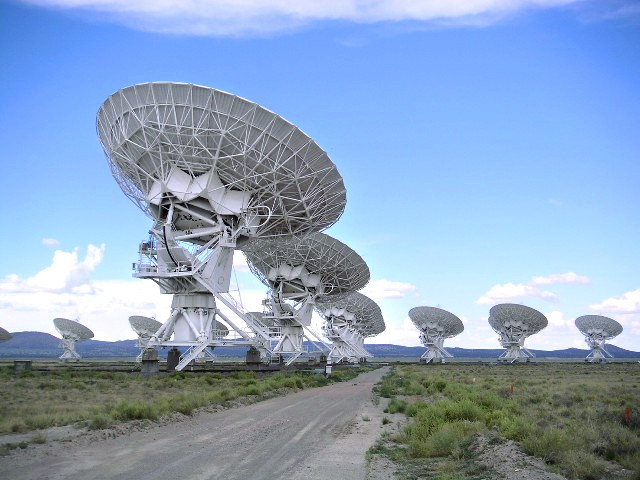
El Very Large Array, un interferòmetre de ràdio a Nou Mèxic, EUA

La radioastronomia és la branca de l'astronomia que estudia els objectes celestes i els fenòmens astrofísics mesurant la seva emissió de radiació electromagnètica en la regió de ràdio de l'espectre. Les ones de ràdio tenen una longitud d'ona major que la de la llum visible. En la radioastronomia, per a poder rebre bons senyals, s'han d'utilitzar grans antenes o grups d'antenes més petites treballant en paral·lel. La majoria dels radiotelescopis utilitzen una antena parabòlica per a amplificar les ones, i així obtenir-ne una bona lectura. Això permet als astrònoms observar l'espectre de ràdio d'una regió del cel. La radioastronomia és una àrea relativament nova de la investigació astronòmica, que encara té molt per descobrir.
En l'actualitat, existeixen radiotelescopis gegants, i permeten observacions d'una resolució impossible en altres longituds d'ona. Entre els problemes que la radioastronomia ajuda a estudiar, es troben la formació estel·lar, les galàxies actives, la cosmologia, etc.

## Història
Una de les primeres investigacions d'ones de ràdio d'origen extraterrestre va ser portada a terme per Karl Guthe Jansky, un enginyer de Bell Telephone Laboratories, en els començaments de 1930. El primer objecte detectat fou el centre de la Via Làctia, seguit pel Sol. Aquests primers descobriments van ser confirmats per Grote Reber el 1938. Després de la Segona Guerra Mundial, a Europa i els Estats Units, els astrònoms van desenvolupar importants millores en la radioastronomia, i aquest camp va començar a florir.
Un dels desenvolupaments més notables vingué el 1946 amb la introducció de la radiointerferometria per Martin Ryle de Cavendish Astrophysics Group, a Cambridge (que va obtenir el Premi Nobel per això, i el seu treball Aperture synthesis), també el mirall interferòmetre de Lloyd desenvolupat independentment per Joseph Pawsey's el 1946 a la Universitat de Sydney. Dos temes, un d'astronòmic i un de tècnic, van dominar la investigació a Cambridge des de fins de 1940 durant més de trenta anys. Quina era la naturalesa de les fonts de ràdio discretes o "estrelles de ràdio"? On estaven, quines eren, quines eren les seves característiques?, quantes n'existien?, com funcionaven i quina era la seva significació en l'univers? D'importància paral·lela, era el trencaclosques de com idear les noves classes de radiotelescopi que aclaririen aquestes preguntes astronòmiques.

## Avanços
La radioastronomia ha dut a un important increment en el coneixement astronòmic, particularment amb el descobriment de moltes classes de nous objectes, incloent-hi els púlsars, quàsars i les galàxies actives. Això és degut al fet que la radioastronomia ens permet veure coses que no són possibles de detectar en l'astronomia òptica. Tals objectes representen alguns dels processos físics més extrems i energètics en l'univers.
La radioastronomia és també, en part, responsable de la idea que la matèria fosca és un important component del nostre univers; els mesuraments de ràdio de la rotació de les galàxies suggereix que hi ha molta més massa en les galàxies que la que ha estat observada directament. La radiació de fons de microones (CMB) va ser detectada per primera vegada utilitzant radiotelescopis. Els radiotelescopis també han estat utilitzats per a investigar objectes molt més propers a la Terra, incloent-hi observacions del Sol, l'activitat solar i mapejos per radar dels planetes del sistema solar.
Els radiotelescopis poden ser ara trobats per tot el món. Radiotelescopis molt distanciats els uns dels altres són utilitzats freqüentment en combinació, emprant una tècnica anomenada interferometria per a obtenir observacions d'alta resolució que no poden ser obtingudes utilitzant un sol receptor. Inicialment, radiotelescopis distanciats per uns pocs quilòmetres eren combinats usant interferometria, però a partir de 1970, els radiotelescopis al voltant de tot el món (fins i tot orbitant la Terra) són combinats per a realitzar mapejos interferòmetres de gran grandària (vegeu Very Long Baseline Interferometry, (VLBI).).

## Formes d'emissió d'ones de ràdio
L'emissió de ràdio es pot presentar en dues formes: ràdio contínua i línies espectrals. En ràdio contínua, l'emissió s'estén en una regió ampla de l'espectre electromagnètic mentre que les línies espectrals estan centrades en una freqüència específica. Aquestes formes depenen de l'origen físic de la radiació.

### Radiocontinu
En les galàxies, la ràdio contínua prové de tres mecanismes: radiació sincrotró, emissió lliure-lliure i emissió tèrmica. La radiació sincrotró és emesa en la seva major part per electrons relativistes confinats en els camps magnètics de les galàxies. També una part d'aquesta emissió prové directament dels romanents de supernova, els nuclis de galàxies actives, els púlsars i els microquàsars. L'emissió lliure-lliure prové en la seva major part de les regions de formació estel·lar mentre que l'emissió tèrmica té el seu origen en aquestes longituds d'ona en cossos relativament freds, en la seva majoria la pols del medi interestel·lar.
A escales més petites, les estrelles més potents i properes poden ser observades en ràdio contínua, en particular el nostre Sol. I, en escales majors, la principal emissió en ràdio contínua és la radiació de fons de microones.

### Línies espectrals
Les diferents espècies químiques que hi ha en l'univers i en els seus objectes emeten o absorbeixen llum en diferents línies espectrals, seguint les lleis de la mecànica quàntica. En regió de ràdio de l'espectre electromagnètic, se solen trobar línies de transició, rotacionals i vibracionals dels àtoms i molècules més comunes en l'univers. Aquestes línies solen observar-se en emissió, però també poden observar-se en absorció sobre un fons de ràdio contínua. Algunes d'aquestes línies són: 
- La línia d'HI que prové de la transició superfina del dihidrogen (transició entre estats en què l'espín de l'electró i el protó és paral·lel i antiparal·lel), centrada en 1,4 GHz. Aquesta línia traça el gas atòmic, que és la principal reserva de gas en les galàxies.
- Les línies rotacionals del CO. Es troben en la zona mil·limètrica de l'espectre i són els principals traçadors del contingut d'hidrogen molecular en estar el contingut de CO íntimament associat al d'H₂.

També s'observen altres línies com l'NH₃, OH, HCN, etc., que tracen diferents propietats físiques i químiques de les diferents regions i objectes de l'univers.